# Supermartes de 2008
Super Martes 2008, Supermartes, Super Tuesday, Super Duper Tuesday, Mega Tuesday, Giga Tuesday, Tsunami Tuesday, y el Martes del Destino son nombres para el 5 de febrero de 2008, el día en el que se llevó a cabo el mayor número simultáneo de elecciones primarias presidenciales estatales en la historia de las primarias de los Estados Unidos. Veinticuatro estados y Samoa Americana celebraron caucus o elecciones primarias para uno o ambos partidos en esta fecha. Además, las Primarias Globales de Demócratas en el Extranjero, de una semana de duración, comenzaron ese día.
El gran número de estados que celebraron elecciones el 5 de febrero podría haber acortado el período entre el primer caucus en Iowa, el 3 de enero de 2008, y la selección de facto del candidato de un partido a unas pocas semanas. El supermartes de 2008 adjudicó el 52% de los delegados demócratas y el 41% de los delegados republicanos a principios de febrero de 2008. En comparación, solo alrededor del 1% de los delegados de la convención nominativa habían sido seleccionados en ese momento en el ciclo electoral de 2000. Se llevó a cabo aproximadamente un mes antes del Súper Martes II.

## Nombres y antes de los ciclos electorales
El nombre Super Duper martes es una referencia a los anteriores Super martes, que han sido siempre la fecha en la que el mayor número de primarias se celebraron. El término Super Duper Martes repetidamente se ha re-acuñó para referirse a los estados aún más la celebración de sus elecciones primarias en esta fecha, con la primera utilización registrada hasta ahora encontrado data de 1985. En 2004, Super Martes fue el 2 de marzo. En 2004, el equivalente cohorte de primarias, el 3 de febrero de 2004, fue llamado Mini-Martes a sólo siete estados celebraron sus elecciones primarias en esa fecha. 
El 3 de junio de 2007, el nombre Tsunami martes a transmitir el potencial de la gran cantidad de elecciones primarias simultáneas a cambiar completamente el panorama político-se ha mencionado en la prensa Conoce durante un debate de mesa redonda con la campaña presidencial estrategas James Carville, Bob Shrum, Mary Matalin, y Mike Murphy. 
Super Martes cayeron en el Mardi Gras y la victoria de los Gigantes de Nueva York en el desfile de 2008. La votación también fue obstaculizado en varios estados por un importante brote del tornado que causó la muerte de 58 personas

## Asignación de delegados

### Demócratas
Según las reglas del Partido Demócrata, todos los delegados fueron otorgados a través de representación proporcional, con un umbral mínimo del 15% requerido para recibir delegados. Un total de 1.664 delegados fueron comprometidos por los resultados de las votaciones del 5 de febrero.

### Republicanos
El Partido Republicano no ordenó un sistema de representación proporcional para la selección de delegados, sino que permitió que cada estado determinara su proceso de selección. Un total de 1.069 delegados fueron comprometidos por los resultados de las votaciones del 5 de febrero.

## Resultado
| Estado               | Ganador(a) Demócrata | % del Voto Popular | # Delegados obtenidos | Ganador Republicano | % del Voto Popular | # Delegados obtenidos | Notas adicionales           |
| -------------------- | -------------------- | ------------------ | --------------------- | ------------------- | ------------------ | --------------------- | --------------------------- |
| Alabama              | Barack Obama         | 56%                | 27                    | Mike Huckabee       | 41%                | 20                    |                             |
| Alaska (C)           | Barack Obama         | 75%                | 9                     | Mitt Romney         | 45%                | 12                    |                             |
| Samoa Americana¤ (C) | Hillary Clinton      | 57%                | 2                     |                     |                    |                       |                             |
| Arizona              | Hillary Clinton      | 51%                | 31                    | John McCain         | 48%                | 50                    | (R: Vencedor se lleva todo) |
| Arkansas             | Hillary Clinton      | 73%                | 27                    | Mike Huckabee       | 62%                | 32                    |                             |
| California           | Hillary Clinton      | 52%                | 204                   | John McCain         | 44%                | 149                   |                             |
| Colorado (C)         | Barack Obama         | 67%                | 33                    | Mitt Romney         | 57%                | 43                    |                             |
| Connecticut          | Barack Obama         | 51%                | 26                    | John McCain         | 52%                | 27                    | (R: Vencedor se lleva todo) |
| Delaware             | Barack Obama         | 53%                | 9                     | John McCain         | 45%                | 18                    | (R: Vencedor se lleva todo) |
| Georgia              | Barack Obama         | 67%                | 59                    | Mike Huckabee       | 34%                | 69                    | (R: Vencedor se lleva todo) |
| Idaho (C)            | Barack Obama         | 79%                | 15                    |                     |                    |                       |                             |
| Illinois             | Barack Obama         | 65%                | 104                   | John McCain         | 47%                | 55                    |                             |
| Kansas† (C)          | Barack Obama         | 74%                | 23                    |                     |                    |                       |                             |
| Massachusetts        | Hillary Clinton      | 56%                | 55                    | Mitt Romney         | 51%                | 22                    |                             |
| Minnesota (C)        | Barack Obama         | 66%                | 48                    | Mitt Romney         | 42%                | 38                    |                             |
| Missouri             | Barack Obama         | 49%                | 36                    | John McCain         | 33%                | 58                    | (R: Vencedor se lleva todo) |
| Montana§ (C)         |                      |                    |                       | Mitt Romney         | 38%                | 25                    |                             |
| Nueva Jersey         | Hillary Clinton      | 54%                | 59                    | John McCain         | 55%                | 52                    | (R: Vencedor se lleva todo) |
| Nuevo México (C)     | Hillary Clinton      | 49%                | 14                    |                     |                    |                       |                             |
| Nueva York           | Hillary Clinton      | 57%                | 139                   | John McCain         | 51%                | 101                   | (R: Vencedor se lleva todo) |
| Dakota del Norte (C) | Barack Obama         | 61%                | 8                     | Mitt Romney         | 36%                | 8                     |                             |
| Oklahoma             | Hillary Clinton      | 55%                | 24                    | John McCain         | 37%                | 32                    |                             |
| Tennessee            | Hillary Clinton      | 54%                | 40                    | Mike Huckabee       | 34%                | 21                    |                             |
| Utah                 | Barack Obama         | 57%                | 14                    | Mitt Romney         | 88%                | 36                    | (R: Vencedor se lleva todo) |
| Virginia Occidental‡ |                      |                    |                       | Mike Huckabee       | 52%                | 18                    | (R: Vencedor se lleva todo) |